# Владимир Родиславски
Владимир Иванович Родиславски (на руски: Владимир Иванович Родиславский; 1828 – 1885) е руски театрален деец, драматург, преводач, историк на театъра.

## Биография
Роден на 28 февруари (11 март) 1828 г. в Москва; син на благородник от Костромска губерния.
Получава образованието си в Московския благороден институт. Завършва Юридическия факултет на Императорския Московски университет през 1848 г. с кандидатска степен. През 1845 г., заедно с трима другари от института, той превежда от немски език „Ръководство по математическа география, дело на Дистервег“, публикувано в Москва с 41 литографирани рисунки.
През студентските си години той се запознава отблизо със семейството на художничката Прасковия Орлова, където често се събират любители на театъра; третирането в такова общество значително допринася за развитието на любовта на Родиславски към театъра; докато е още в университета, той превежда пиесата „Един ден от живота на художника“, която е поставена на московска сцена през декември 1847 г.
През декември 1849 г. се присъединява към кабинета на Московския граждански губернатор и е редактор на неофициалната част на Московския губернски вестник, в който публикува много от статиите си. Дългогодишните усилия да постъпи на служба в театъра завършват едва през август 1859 г., когато той постъпва в Управлението на московските театри като дребен чиновник – в репертоарния отдел. Той служи в театралния отдел до 1866 г., когато се пенсионира.
През 1867 г. приема длъжността управител на канцеларията на московския генерал-губернатор княз В. А. Долгоруков; тук той се издига до чин пълен държавен съветник (30 август 1876) и поради болест през 1883 г. окончателно се пенсионира. Награден с ордени: Св. Анна III ст. (1866), Св. Владимир 3 ст. (1873), Св. Станислав 1-ва ст. (1878), както и персийския орден на Лъва и Слънцето 1-ва степен.
Родиславски е един от организаторите и участник в т.нар. „Марковски кръг“ от любители на драматичното изкуство, който служи като ядро на „Артистичния кръг“. Заедно с А. Н. Островски той участва в организацията и е първи секретар на Дружеството на руските драматични писатели и оперни композитори – до 1884 г., когато поради заболяване е принуден да стане член на Надзорния комитет и оценявайки работата му, Обществото му присъжда доживотна пенсия от 1500 рубли годишно. През 1875 г. на Първия конгрес на руските юристи Родиславски изнася доклад „За необходимостта да се определи в нашето законодателство гражданска отговорност за неразрешено представяне на драматично произведение“.
От 10 март 1871 г. той е пълноправен член на Обществото на любителите на руската литература.
Умира в Москва на 20 юни  (2 юли)  1885 г. Погребан е в гробището на Донския манастир.

## Книжовна дейност
В. И. Родиславски започва своята литературна дейност през 1849 г. – „Стрелеци“ (Москвитянин . – 1850. –  № 1. – С. 15 – 40). Автор е на редица пиеси, поставени в театрите в Москва, Санкт Петербург и в провинцията под заглавията „Както живееш, така ще станеш известен“, „Маргарита Готие“, „Разбит живот“, „Раздяла“. (1854, Мали театър ), „Иван Царевич“ (1876, Московски обществен театър) и др. Той пише редица статии за театъра, критични бележки за актьори и пиеси.
Родиславски превежда „Дамата с камелиите“ от Александър Дюма (син) през 1873 г.